# Portsall

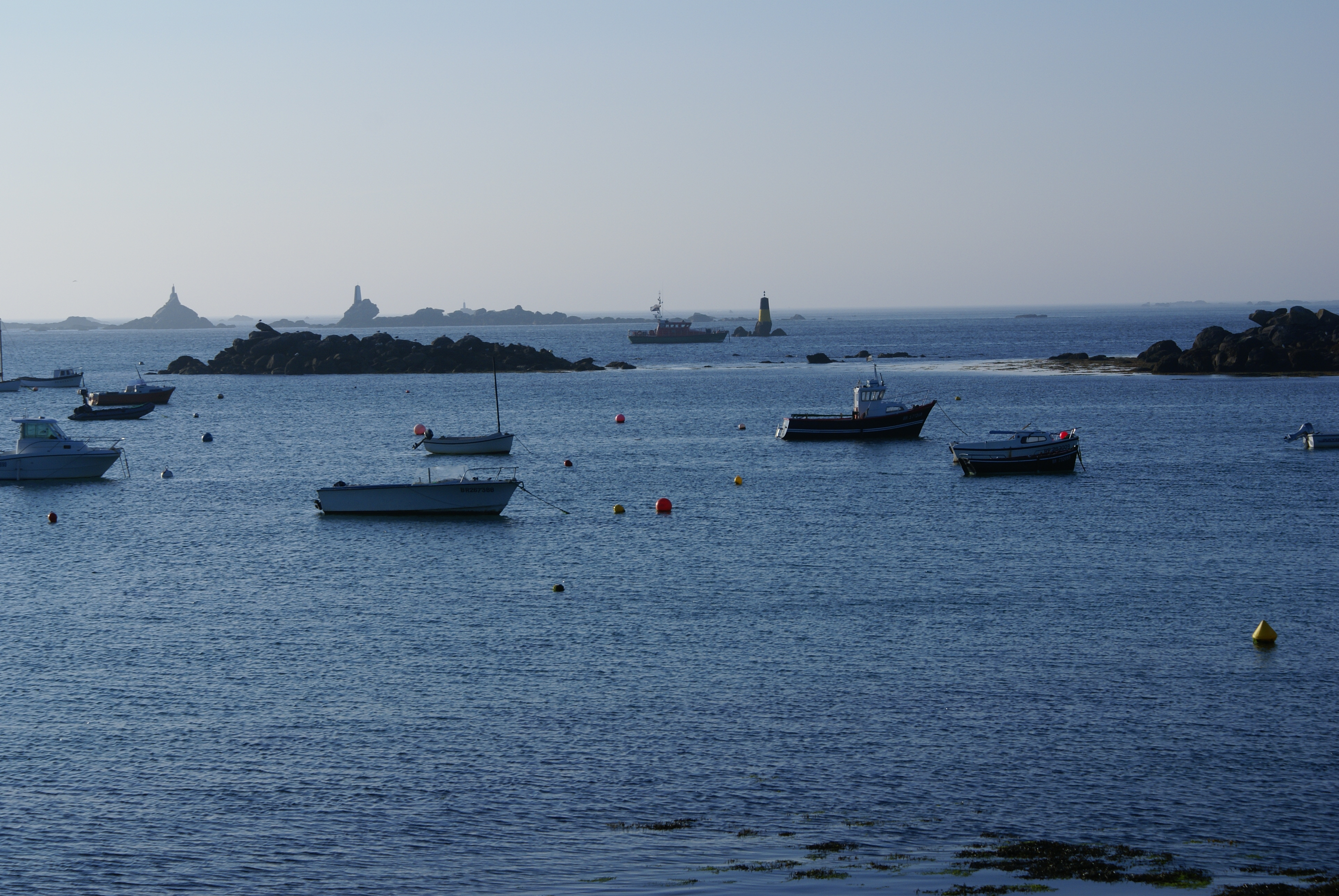
Vue de la mer depuis Portsall.

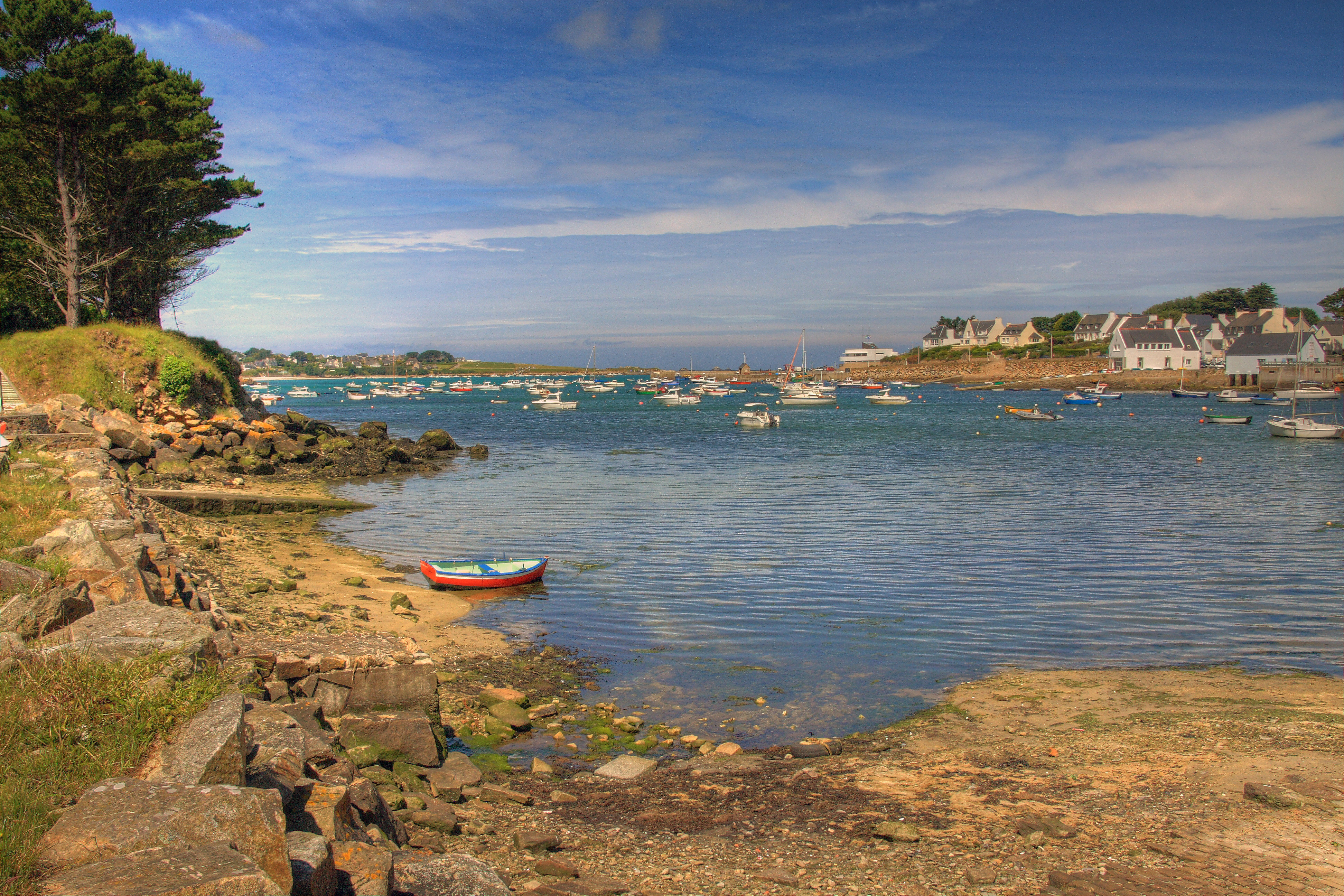
L'anse de Portsall à marée haute.

Portsall est une localité côtière faisant partie de la commune de Ploudalmézeau, située dans le nord-ouest du Finistère au bord de la mer d'Iroise. Ses habitants sont les Portsallais.
En 1951 a été créée sur le territoire de Ploudalmézeau la paroisse de Port-Sall (noté Portsall en 1394), dédiée à Notre-Dame du Scapulaire.
Ce port tire sa renommée d'une part de ses roches mais surtout du  naufrage de l'Amoco Cadiz en 1978. Ce super tanker géant qui vint s'échouer un jour de tempête provoqua la pollution des côtes sur plus de 150 km.

## Toponymie
Son nom breton est Porsal. C'est un composé des termes bretons porz, qui signifie « port », et de sal « château » en vieux-breton, d'où le sens global de « port du Château ». Cette toponymie est peut-être liée aux seigneurs du château de Trémazan qui ont fait de l'anse naturelle leur port. 
Une autre explication possible pourrait-être porz (port) all (autre) : l'autre port, par opposition au port de Lanildut.

## Géographie

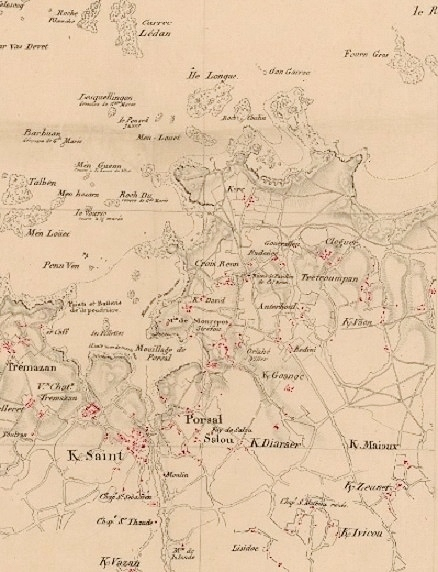
Carte de Portsall et du littoral avoisinant à la fin du XVIIIe siècle.

« La côte granitique, basse et remarquablement découpée, se prolonge en mer par un vaste plateau peu profond. Celui-ci est parsemé de massifs rocheux émergés en permanence, mais aussi d'une quantité innombrable de hauts-fonds et d'écueils, affleurements qui rendent ce secteur extrêmement dangereux pour la navigation, mais tout à fait propice à la pêche et à la récolte du goémon. Cette barrière, difficilement franchissable sans l'aide des marins du pays, associée à de violents courants et à un très fort marnage, a contrarié l'épanouissement économique local. Les ports de Trémazan et de Portsall sont donc restés confinés à des activités économiques repliées sur l'arrière-pays enclavé, incluant la petite pêche côtière, la cueillette du goémon et (...) abritant à l'occasion des caboteurs de passage ».
Gustave Geffroy a pour sa part décrit ainsi Portsall en 1905 : « Portsall est un petit port fermé par une anse naturelle. Je suis les échancrures de la côte jusqu'à la pointe de Corn ar Gaz où commence la grande plage qui se développe vers Téven Pen ar Pont. Là se déploie un magnifique paysage de mer, aux dunes d'un sable fin et blanc, creusées par le flot, recouvertes d'un gazon rude ».
« Le ruisseau des Moulins, Gouer ar Melinou, ainsi appelé parce que son cours alimentait autrefois de nombreux moulins, vient se jeter dans le sud de la baie, en marquant la limite précise entre les deux communes [Landunvez et Ploudalmézeau]. Cette limite terrestre s'étend à la grève où des rochers servent très précisément de marques afin de circonscrire le sol à goémon [pour les habitants de chacune des deux communes] ».

## Histoire

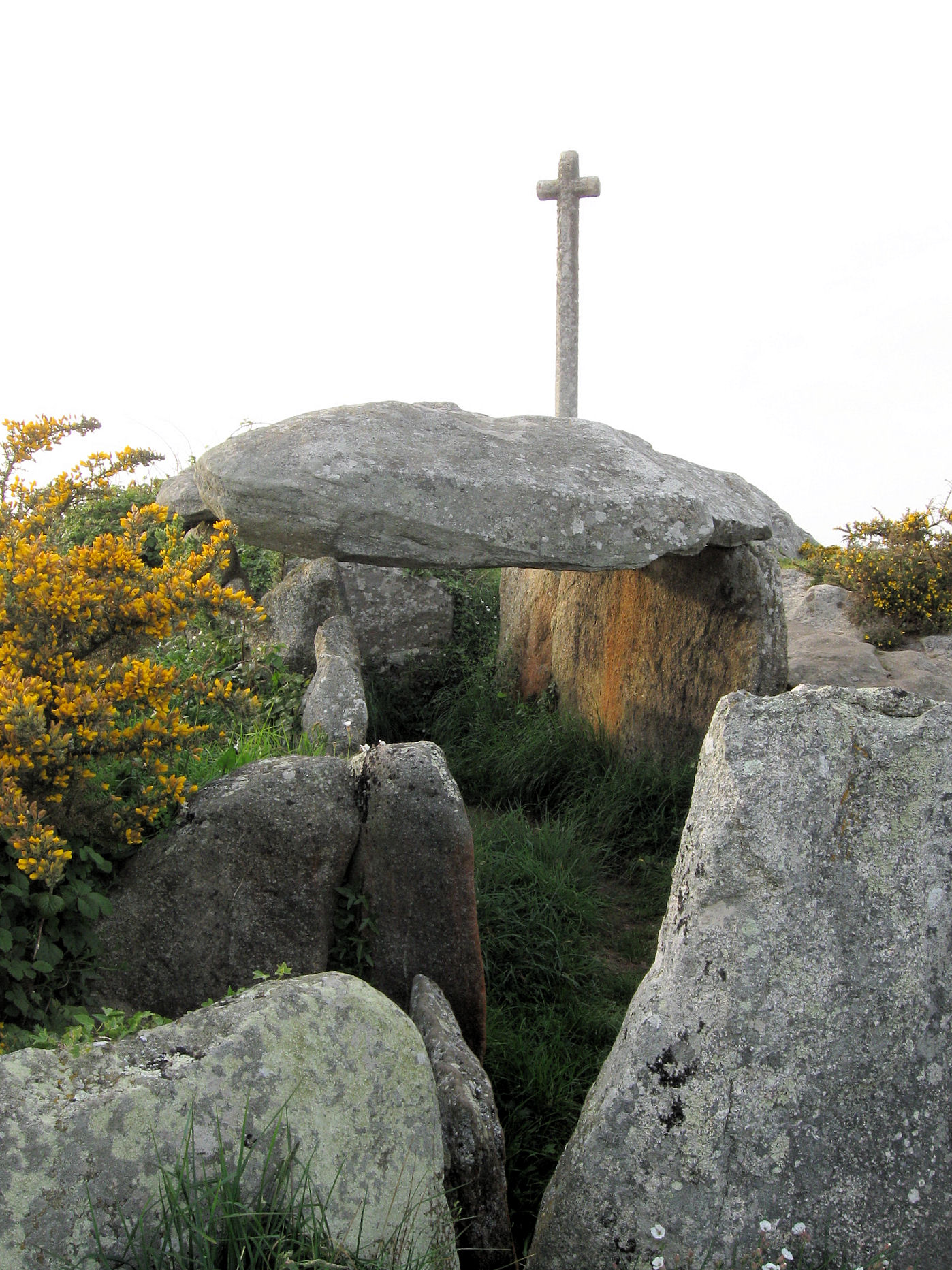
Allée couverte du Guilliguy.

### Traces d'occupation humaine à l'époque préhistorique et antique
Le cairn de l'île Carn et l'allée couverte du Guilliguy témoignent d'une activité humaine dès la fin de l'époque néolithique. Ces traces sont renforcées pour la période suivante avec la découverte en 1964 d'un coffre en métal au sein d'un ensemble enseveli en pierre datant de l'âge du bronze.

### Moyen Âge et Renaissance

#### Saint Pol de Léon à Portsall
Arthur de La Borderie rapporte la légende d'un des sept saints fondateurs de la Bretagne, Paul Aurélien qui aurait débarqué sur le continent, en 517, à Portsall, près d'une roche surnommée Ar Marc'h Du (le cheval noir). Il fonda Le Ploutemedou (plebs talmedonia) devenue successivement Ploue telmedou, Ploue telmedzo, Ploudalmézeau. Saint Pol séjourna dans le pays assez longtemps et établit son ermitage à Lanna Paulé (Lampaul-Ploudalmézeau). Il devint évêque du Léon.

#### La tradition desgored
De nombreux gored (barrages à poissons) existaient le long de la côte (une dizaine de toponymes incluant ce nom se trouvrent entre Tréompan et Trémazan).  « La technique de pêche en gored est très ancienne. (...) Il en est fait état dès le IXe siècle en Bretagne dans une charte de l'Abbaye de Redon, rédigée en latin vers 840. À l'époque féodale les gored relèvent des droits seigneuriaux. (...) À partir du XVIe siècle l'administration royale commence à réorganiser la réglementation des activités maritimes, notamment des pêcheries. L'ordonnance de mars 1584 autorisé le maintien de celles ayant plus de 40 ans d'existence, mais interdit leur réaménagé ment, et celle d'août 1681 limite leur utilisation ( « les parcs de pierre (...) auront dans le fond du côté de la mer une ouverture de deux pieds de largeur, qui ne sea fermée que d'une grille de bois ayant des trous en forme de maille d'un pouce au moins en carré, depuis la Saint-Rémi jusqu'à Pâques, et de deux pouces en carré depuis Pâques jusqu'à la Saint-Rémi »).
Les gored ont aussi été utilisés pour retenir le goémon-épave, et ce jusque vers 1950 au moins sur les côtés du Bas-Léon.

### Époque moderne

#### La chapelle (disparue) de saint Usven
Une chapelle aujourd'hui disparue, honorait saint Usven (ou saint Tuzven). Elle se trouvait près de la grève qui porte son nom (en contrebas du Guilliguy), où se situait également un cimetière marin. Le pardon de cette chapelle se déroulait le jour de la saint Jean-Baptiste ; il était encore célébré en 1770. Mariages, baptêmes et enterrements furent célébrés dans cette chapelle jusqu'en 1740. La « légende de saint Usven » se rattache à cette chapelle.

#### Début du port de pêche
Portsall est restée longtemps un simple port de pêche ; la plupart des matelots portsallais  « sont assidus à la pêche et vendent leur poisson (...), ces pêcheurs habitent Porsal, Kerhorlaé, Stréjou, Kerdaniel, Croix-Reun, Radenoe et Keros » écrit Defoy en 1773.

### XXesiècle
Gustave Geoffroy décrit en 1905 à Portsall « des carrés de pommes de terre, de panais, de choux, tout contre la mer ; des moutons rasant l'herbe de leurs dents coupantes ; des porcs, des oies, des canards, fouillant le sable, cherchant les coquillages et les petits poissons ; des hommes et des femmes dans la fumée du goémon ».

#### La misère des pêcheurs au début duXXesiècle
Le journal La Lanterne écrit le 23 janvier 1903 : « Les conseils [municipaux] de Ploudalmézeau, de Plouguerneau et de Lannilis signalent une profonde misère. Les pêcheurs de Portsall, Plouguerneau, L'Aber Wrac'h demandent que des secours immédiats leur soient accordés ».

#### Le naufrage deLa Couronne

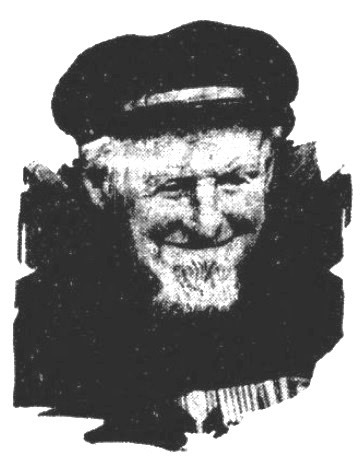
Yves Prigent (1833-1937), vétéran de la guerre de Crimée considéré comme le doyen des Français en 1937.

30 avril 1909 : le bateau de pêche Couronne, de Portsall, surpris par la tempête, sombre dans le chenal du Four (trois noyés : le patron Corolleur et ses deux fils ; le patron laisse une veuve et six enfants).

#### L'Entre-deux-guerres
En 1937, le doyen des français était un habitant de Portsall, Yves Prigent, né en 1833, marin, qui participa à la guerre de Crimée, entre autres au siège de Sébastopol (1854-1855) ; par la suite il intégra la marine marchande, se maria et eut sept enfants.

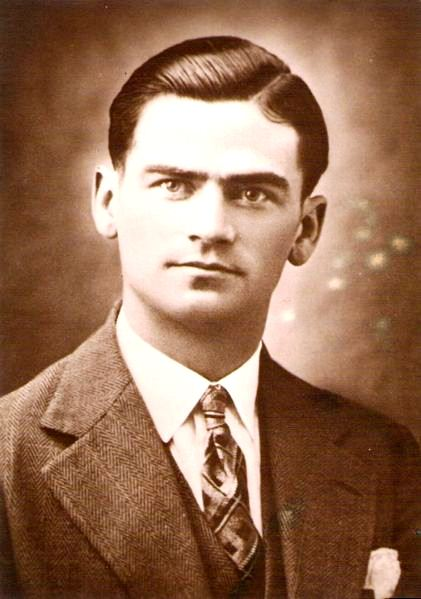
Édouard Quéau

La récolte du goémon est alors une activité importante comme l'illustre cette description datant de 1936 :

« Il faut voir, en décembre, janvier, février, sur les grèves de (...) Portsall, ces bandes de gamins en sabots pataugeant dans les flaques, les mains rouges, le visage tuméfié à force d'être battu par le vent froid, qui ramassent les grands laminaires, les stipes courts à grosse racine, particulièrement riches en iode. Parfois ils s'en vont les chercher jusque dans la mer, avançant avec peine dans l'eau glacée où ils plongent jusqu'à la taille. Les femmes entassent sur des civières pour les transporter aux lieux de séchage, les grandes brassées lourdes d'eau que les enfants ont rassemblées. »

#### La Seconde Guerre mondiale
Le bataillon de Ploudalmézeau regroupa, pendant la seconde guerre mondiale un millier de FFI du Finistère. Après avoir libéré le canton de Ploudalmézeau il participa à de nombreux combats le long de la côte nord-ouest du Finistère. Au sein du bataillon, plusieurs habitants de Portsall se sont distingués, notamment Édouard Quéau, mort en déportation le 21 mai 1945 à Rotenburg. Il était directeur de l'école de garçons de Portsall, et membre de la résistance du secteur Portsall-Ploudalmézeau.

#### L'après-Seconde-Guerre-mondiale

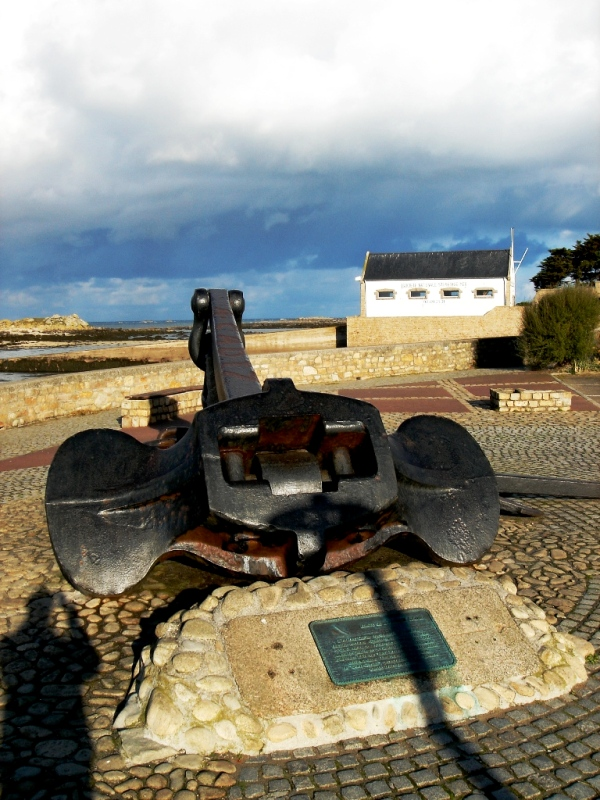
Ancre de lAmoco Cadiz.

La paroisse de Portsall est créée par ordonnance épiscopale en octobre 1951 ; la chapelle de Porsall, construite en 1896 et déjà agrandie en 1921, devient alors église paroissiale Notre-Dame-du-Scapulaire et est à nouveau agrandie en 1957 avec la construction d'une aile devenue en fait la nef principale.
Le 16 mars 1978, survient le naufrage du pétrolier Amoco Cadiz au large de Portsall.
Le sable poivre et sel de la  plage de Portsall a des grains noirs qui ne sont pas dus à la pollution mais à la présence de tourmaline, monazite et ilménite que l'on retrouve dans le granite présent tout autour.

### XXIesiècle
En 2001, une procédure avait été engagée par l'association Une commune à Portsall pour détacher Portsall de Ploudalmézeau,. Après un vote consultatif mené en décembre 2009 auprès des habitants de Portsall, le 10 juin 2010, le préfet du Finistère a rejeté cette demande à la suite des avis négatifs émis par le conseil municipal de Ploudalmézeau, la communauté de communes du Pays d'Iroise et le conseil général du Finistère. Une étude des services fiscaux avait également montré que la scission aurait gravement mis en difficulté la commune de Ploudalmézeau. 
En mai 2013, la plage de Pors ar Vilin Vras est épinglée pour la qualité insuffisante de ses eaux de baignade par le rapport annuel sur la qualité des eaux de baignade européennes, publié par l'Agence européenne pour l'environnement (AEE). La pollution est due à l'absence de tout-à-l'égout , les eaux usées des riverains se déversant dans la mer .

## Monuments

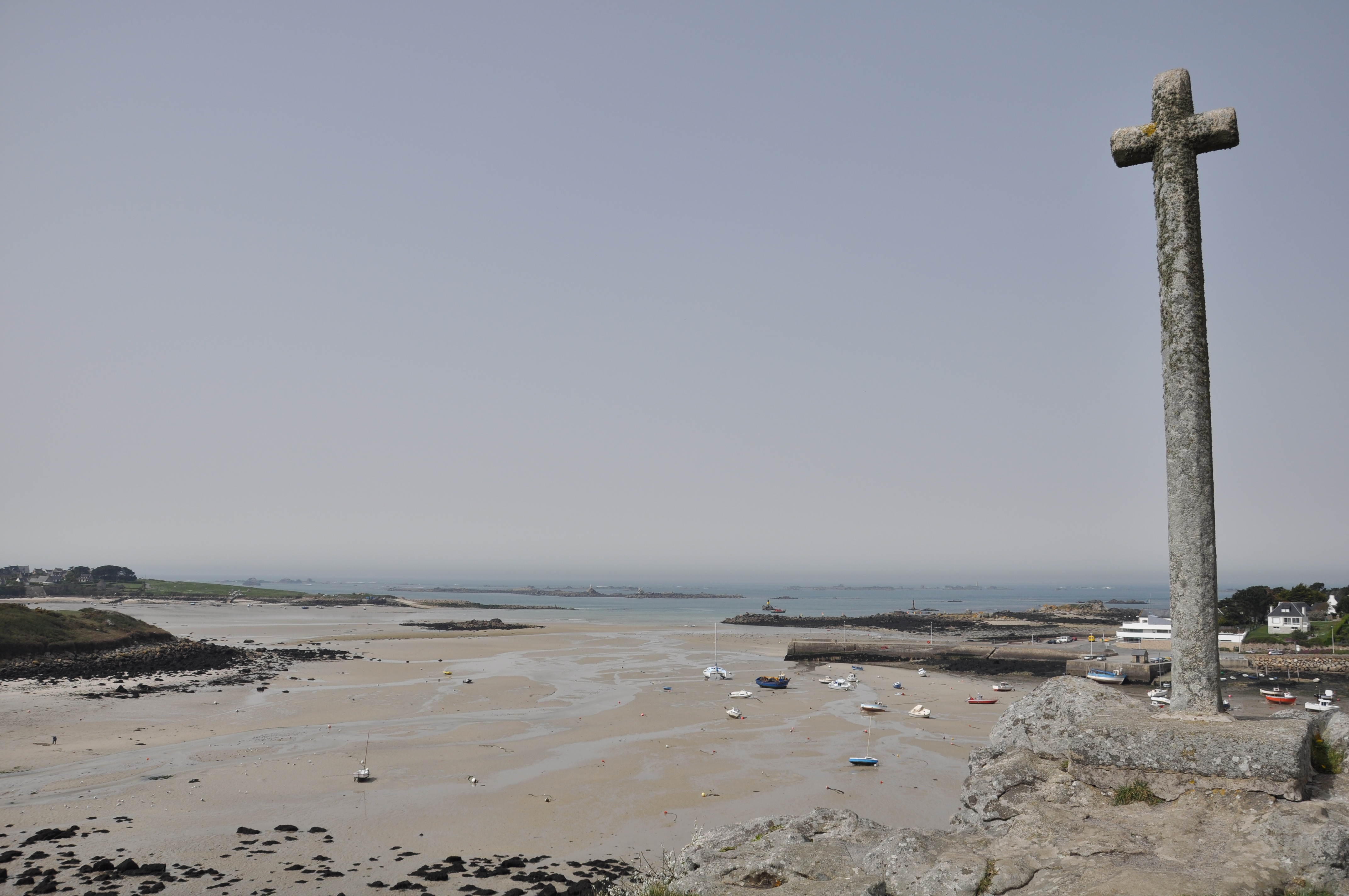
Croix du Guilliguy au-dessus de l'anse de Portsall.

- Le cairn de l'île Carn (époque néolithique, daté de 4200 ans av. J.-C.).  Cet édifice comporte trois dolmens à couloir et à voûte en encorbellement.
- L'Allée couverte du Guilliguy (époque néolithique), qui surplombe Portsall, sur le rocher du Guilliguy dominant le port au Sud.
- La croix du Guilliguy (Moyen Âge). Cette croix se trouvait autrefois près de la chapelle de Saint-Usven, dans le cimetière d'enclos jusqu'en 1895.
- La croix de Barr-al-Lann (XVIe siècle). Cette croix (Croix-de-Leurgéar) provient de Porsall-Goz.  Elle a été restaurée en 1957.
- D'autres croix ou vestiges de croix : la croix de Cléguer (1955), la croix Croaz-ar-Reun (1914), la croix de Hanter-Hent ou Croas-ar-Guiguerien (Moyen Âge), la croix de Kerdéniel (Moyen Âge), la croix de Kerdialaës (Moyen Âge), la croix de Kerlannou (Moyen Âge), la croix de Lestrehone (Moyen Âge), la croix de l'église de Portsall (1950), la croix du cimetière de Portsall (1956).  À signaler également des croix aujourd'hui disparues : la croix de Kervao, la croix de Croaz-Dibenn (située sur la route des dunes de Kerlanou à Tréompan), la croix de Kroas-Hir (Lézérouté).
- L'église Notre-Dame-du-Scapulaire ou de Portsall (1895-1921-1956).  Érigée primitivement, en forme de croix sur les plans de M. Le Guerrannic, en 1895–1896, la chapelle de Portsall est agrandie une première fois en 1921, puis à nouveau augmentée au sud d'une vaste chapelle alignée sur le chevet et sur la face ouest de l'ancien croisillon sud.  En 1953, Portsall est pourvu d'un presbytère.  En 1956, c'est l'inauguration et la bénédiction d'un grand bâtiment consacré à l'enseignement.  L'église est de nouveau agrandie, sur les plans de M. Heuzé, en 1956–1957 avec l'ajout d'une aile supplémentaire qui deviendra la nef principale, puis elle est bénie par Mgr Fauvel le 19 septembre (ou 1er décembre) 1957.
- Ancre de très grande taille (20,5 tonnes), vestige du pétrolier géant Amoco Cadiz sur le port.

## Personnalités liées à Portsall
- Auguste Bergot (1891-1966), né à Portsall (Ridini), poète, romancier, créateur des Jeux Floraux de Bretagne (1924), adjoint au maire de Brest (Beaux-Arts) (1935-1939) [25],[26]
- Jean-Marie Mazé (1896-1961), né à Portsall (Radénoc), maire de Lanildut de 1935 à 1944, puis de 1947 à 1961 (MRP).
- Gabriel Éliès (ou Héliès) (1910-1978), né à Portsall, prêtre, prisonnier de guerre de 1940 à 1945, directeur d'école et fondateur du club sportif « Avel Vor » à Saint-Pabu, écrivain en breton sous le nom de Mab an Dig (auteur d'un livre sur Portsall)[27], membre de la Gorsedd de Bretagne.
- Alain Le Vern, né à Portsall en 1948, homme politique français (PS), président de la région Haute-Normandie.
- Mistinguett, ayant séjourné à La Chansonnière[28], la villa du chansonnier Léo Lelièvre, près du port de Portsall.
- Paco Rabanne, résidant à Portsall depuis 2002[29], y est mort le 3 février 2023.
- Alphonse Arzel (1927-2014), maire de Ploudalmézeau de 1961 à 2001, fut l'initiateur de la défense des communes touchées par le naufrage de l'Amoco Cadiz devant Portsall.
- Marcel-Pierre Cléach, originaire de Portsall, homme politique français (UMP), sénateur de la région Sarthe.
- François Perhirin, né à Portsall en 1929 et mort en 2004, peintre de la Marine.